# Музей Володислава Федоровича (Вікно)
Музей Володислава Федоровича у Вікні (у 2007—2022 — Музéй «Незабýтні іменá») — історико-краєзнавчий музей села Вікно Чортківського району Тернопільської області, заснований 2007 року.

## Історія створення
Ініціатором і засновником музею є громадсько-культурна діячка села Вікно Ганна Чемера, яка працювала фельдшером та акушером у Вікні протягом 40 років. Приїжджаючи на виклики, вона завжди звертала речі на унікальні старожитності у селянських хатах. Після виходу на пенсію, Ганна Чемера зайнялася краєзнавчою діяльністю. Написала і видала книжки «Село Вікно: історія та сьогодення» і «Мелодії Бузкових скель», а потім почала збирати експонати. Протягом двох років вона збирала світлини, документи, роботи вікнянських майстрів та інші побутові та історичні речі. Класифікувати експонати допомагла вчитель історії Людмила Збожик.
У 2007 році у приміщенні будинку культури було відкрито лише дві кімнати музею через брак коштів. Згодом унікальними експонатами було наповнено ще п'ять кімнат.
2022 року на базі музею села створено музей Володислава Федоровича.

## Експонати
У музеї зберігається тисяча експонатів, які розміщені у восьми тематичних залах. Серед експонатів є багато унікальних старожитностей.

## Тематичні зали

### «Історія села»
Кімната присвячена історії села та опису місцевості.Ганна Чемера зібрала історичні відомості про перше поселення Вікна під назвою Зелена Грушка. У залі є стенд, де вписано найвизначніші дати з історії села і розміщено фотографії відомих жителів Вікна.

### «Селянська хата»
Інтер’єр зроблений у вигляді простої селянської хати XIX століття. Тут зібрано всі меблі, які були у кожній хаті, а саме: бамбетель, лава, скриня, колиска з лози та дерев’яні крісла. На стінах висять рушники, ікони, вишиті картини і килими. У кімнаті є портрет Шевченка Тараса Григоровича, що був обов'язковим елементом інтер’єру кожної селянської хати. Столи  застелені обрусами, на яких вишито слова: "У своїй хаті своя правда, і сила, і воля". У музеї зберігся також рушник-оберіг з вишитим привітанням: "Добрий добрий". 

### "Історія церкви»
Третя кімната музею присвячена релігії вікнян. У ній знаходяться старовинні ікони, хрести та інші церковні речі. У залі зібрано також різні фелони священиків. Особливістю цієї кімнати є полотно-плащаниця, яке збереглося від 1968 року.

### «Родина Федоровичів»
У залі зібрано матеріали про панську родину, яка проживала у селі Вікно. Засновницею музею було створено родовідне дерево Федоровичів. Цей рід має королівський корінь. Серед них були єпископи, дипломати, посли, козацькі полковники, генерали та землевласники. 
Федорович Іван Андрійович.Безпосереднє відношення до села Вікно має Іван Федорович, адже саме він викупив у Вікні землю. Він був польським патріотом, брав участь у польському підпіллі, боронив Варшаву від російських військ у 1831 році, входив до пропольського кола в австрійському Райхстазі у 1848 році. Іван Федорович писав польською мовою. Він є автором наукових праць, а також збірки афоризмів (яку сформував, на доручення Володислава Федоровича Терлецький Остап Степанович).
Федорович Володислав Іванович. Син Івана Федоровича Володислав був відомим політичним діячем на Поділлі, меценатом української культури, третім головою  товариства "Просвіта", входив до пропольського кола в австрійському Райхсраті у 1879–1882 роках; від 1902 року він був обраний довічним членом Палати панів (Палати вельмож, верхньої палати віденського Райхсрату).Володислав заснував у селі ґуральню та килимарську майстерню. Згодом справа килимарства досягла високого мистецького рівня. У 1873 році на Віденській виставці вироби вікнянських килимарів користувалися великим успіхом і здобули загальне визнання. У Вікні, крім місцевих майстрів, працював відомий килимар з Кобилля на Збаражчині Іван Івахів. Він виткав понад шістсот килимів. Самобутнє народне мистецтво килимарства не знайшло продовження у селі, а сама килимарня була знищена під час Першої світової війни.
Дарія Віконська. Цікавою є також історія Кароліни Федорович, внучки Івана та доньки Володислава Федоровича. Майбутня письменниця й мистецтвознавеця народилася у Вюрцбург у Баварії. Мовою її матері була німецька, вона навчалася в Англії. Та приїхавши до Вікна у маєток дідуся, дівчина починає вивчати українську мову. Її вчителем був Малицький Микола, з яким згодом вона одружилася. Батько був проти цього шлюбу, тому Кароліна зі своїм чоловіком жила в маєтку у Шляхтинцях. Та наше село їй дуже сподобалося, саме тому вона обрала собі псевдонім Дарія Віконська. Зараз у музеї зберігаються деякі творчі доробки поетеси.
З маєтків роду Федоровичів залишилися статуетки, горнятко і підсвічник, які зараз зберігаються у музеї. У залі є родовий герб панської родини. Також тут розміщено стенд з фотографіями пам’ятників панам на віконському цвинтарі та церков і лікарень, які було збудовано коштом Федоровичів. У музеї є й гончарні вироби, які вироблялися в майстерні Федоровичів у сусідньому селі Товсте.

### "Кімната Івана Франка»
У музеї є кімната пам’яті Івана Франка, який тричі побував у селі. У 1883 р. Франко Іван Якович одержав замовлення від поміщика Володислава Федоровича написати біографію його батька. Франко з перервами працював у Вікні в 1883–1884 рр. майже сто днів. Його перу належить праця "Життя Івана Федоровича і його часи", яка була знайдена аж у 1985 році та вперше опублікована у 46 томі 50-томного видання творів письменника й громадського діяча. Матеріали з архіву Федоровичів Іван Франко використав також у працях «Земельна власність у Галичині», «Гримайлівський ключ в році 1800», «Лук’ян Кобилиця. Епізод з історії Гуцульщини в першій половині      19 ст.» У Вікні він працював над великою розвідкою «Жіноча неволя в руських піснях народних», де використав пісню «Ой, у місті Гусятині сталася причина…». І. Франко спостерігав за життям селян, записував старі розповіді та легенди. Зібрані факти і враження послужили згодом письменнику епізодами поеми «Панські жарти». Тут він також написав кілька художніх творів: "Vivere memento", «Журавлі», "Беркут", «Різуни» та інші. У залі є багато портретів Івана Франка, а також деякі твори видатного українського діяча.

### "Виставка робіт вікнянських майстрів"
В історико-краєзнавчому музеї є окрема кімната, присвячена роботам вікнянських художників. На стінах тут розміщено ікони, намальовані Семеном Намакою та Степаном Фіком, роботи Вітязя Романа, а також картини Ігоря Гринюки та малюнки Михайла Токарчука. 

### "Наші обереги"
У залі «Наші обереги» зібрано вишиті сорочки. Найдавніша вишиванка у музеї має понад 150 років. Саме вона потрапила на виставку у Київ. На стінах тут розміщені ікони  Матері Божої та Ісуса, а над образами вишиті рушники. Є також образ Успіння Богородиці,таку назву  має і сільська церква. На лаві тут застелений обрус з вишитими портретами Тараса Шевченка та Івана Франка. У кутку кімнати є муляж криниці і лелечого гнізда.

### "Етнографічний зал"
В етнографічному залі є фотографії селянських хат. Тут зібрані речі побуту віконців: праски, макітри, качалки, солом’яні кошики, різні глечики, маснички, горнятка, сита і дерев’яні ложки.

## Екскурсії
Історико-краєзнавчий музей періодично відвідують жителі села та області. Сюди на екскурсію приїжджають учні з сусідніх сіл. За існування музею тут побували екскурсанти з різних куточків України, а також з інших країн. Найчастіше тут бувають польські туристи.